# جون برودريك
جون برودريك (بالإنجليزية: John Broderick)‏ هو سياسي أمريكي، ولد في 1865، وتوفي في 1939.